# Musée Heinrich-Harrer

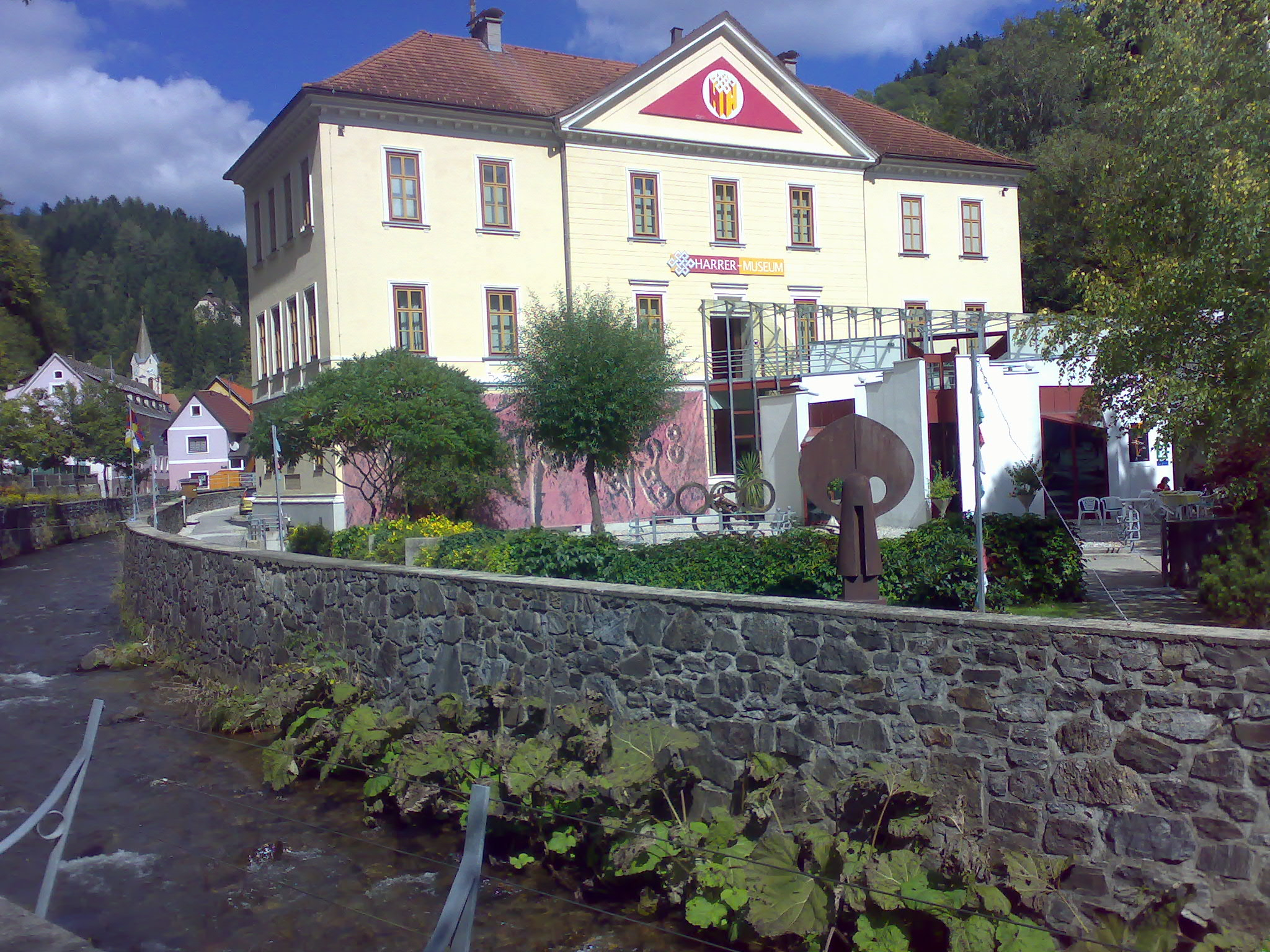
Le musée Heinrich-Harrer de Hüttenberg.

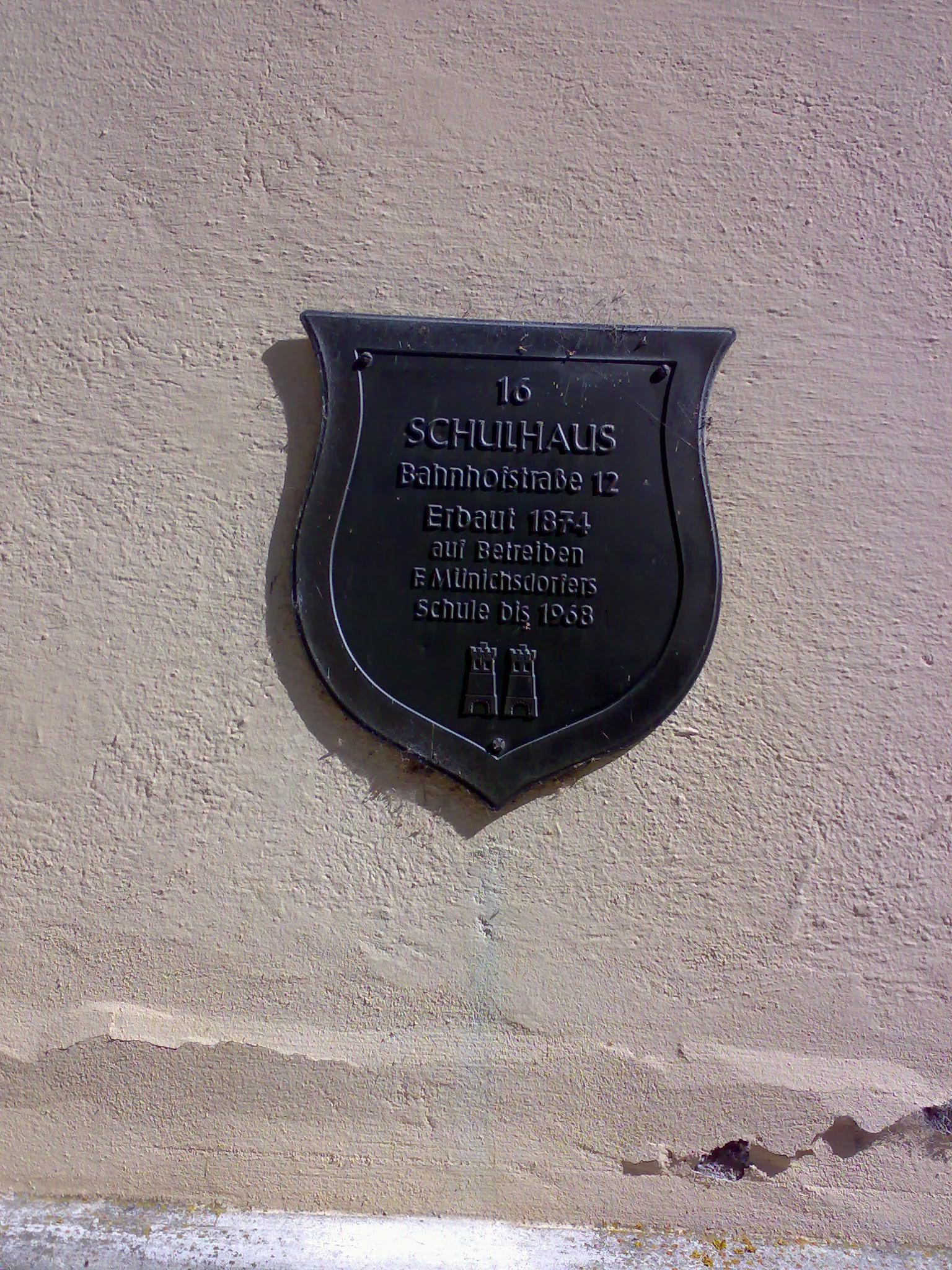
Le bâtiment a accueilli de 1874 à 1968 une école.

Le musée Heinrich-Harrer est un musée situé à Hüttenberg en Carinthie, qui a pour thème les voyages et explorations d’Heinrich Harrer. 
Fondé en 1982, le musée abrite en 2008, au sein de plusieurs départements, près de 4 000 objets exposés sur une surface de 1 000 m². 
Il présente une exposition sur la vie de Harrer en tant qu’alpiniste et sportif (ski, golf), et de ses séjours et recherches lors de ses voyages en Asie (Tibet, îles Andaman, Bornéo), Amérique du Sud (Suriname, Rio Xingu) et Afrique. On y voit notamment des objets qu'il a rapportés du Tibet et d'autres pays himalayens (un trône du dalaï-lama, des peintures (thangkas), des trompettes en os humain, des costumes tibétains, etc.), mais aussi des objets rapportés d'Amérique du Sud, d'Afrique, de Nouvelle-Guinée et de Bornéo (flèches empoisonnées, crâne néandertalien, etc.), ainsi que son équipement d'explorateur, ses manuscrits, ses photos personnelles et ses cannes de golf.
Une série de présentations multimédia montre plus de 100 000 photographies, cartes, dessins de Harrer et de nombreuses décorations nationales et étrangères. Les salles les plus grandes sont consacrées à la collection sur le Tibet. 
Le bâtiment du musée abrite un espace de prière bouddhiste, inauguré par le 14e dalaï-lama en 1992. Une photo montre ce dernier assis sur le fauteuil rouge dans la salle du trône au moment de sa visite.
Il y a aussi un grand mandala de sable que l’on peut voir, contrairement au rite habituel qui veut qu’après sa création, il soit détruit.
Dans la paroi rocheuse à proximité du musée, se trouve la construction du lingkhor de Hüttenberg, un cora (chemin sacré) dans la tradition du bouddhisme tibétain. Le dalaï-lama a béni le chemin sacré lors de sa visite au refuge de montagne, le 23 octobre 2002. 
Le musée présente également une exposition consacrée à la répression des Tibétains, depuis le soulèvement de 1959, aux violations des droits de l'homme, à la destruction de la culture tibétaine et des monastères, des reliques du bouddhisme tibétain, et de la tradition Bön et l’arrivée massive de Chinois Han. 
On peut voir aussi un cadran solaire en bronze, sur lequel est représenté le trajet accompli en deux ans par Harrer depuis Dehra Dun en Inde jusqu'à Lhassa au Tibet pendant la Seconde Guerre mondiale.
Selon Ren Yanshi, de l'aveu de Bruno Beger, la collection d'objets tibétains contient de nombreuses pièces recueillies par l'Expédition allemande au Tibet (1938-1939).